# Municipio de Liberty (condado de Hamilton, Kansas)
El municipio de Liberty (en inglés: Liberty Township) es un municipio ubicado en el condado de Hamilton en el estado estadounidense de Kansas. En el año 2010 tenía una población de 34 habitantes y una densidad poblacional de 0,13 personas por km².

## Geografía
El municipio de Liberty se encuentra ubicado en las coordenadas 38°6′36″N 101°43′13″O / 38.11000, -101.72028. Según la Oficina del Censo de los Estados Unidos, el municipio tiene una superficie total de 257.04 km², de la cual 256,96 km² corresponden a tierra firme y (0,03 %) 0,08 km² es agua.

## Demografía
Según el censo de 2010, había 34 personas residiendo en el municipio de Liberty. La densidad de población era de 0,13 hab./km². De los 34 habitantes, el municipio de Liberty estaba compuesto por el 100 % blancos. Del total de la población el 0 % eran hispanos o latinos de cualquier raza.